# 광양만권경제자유구역청

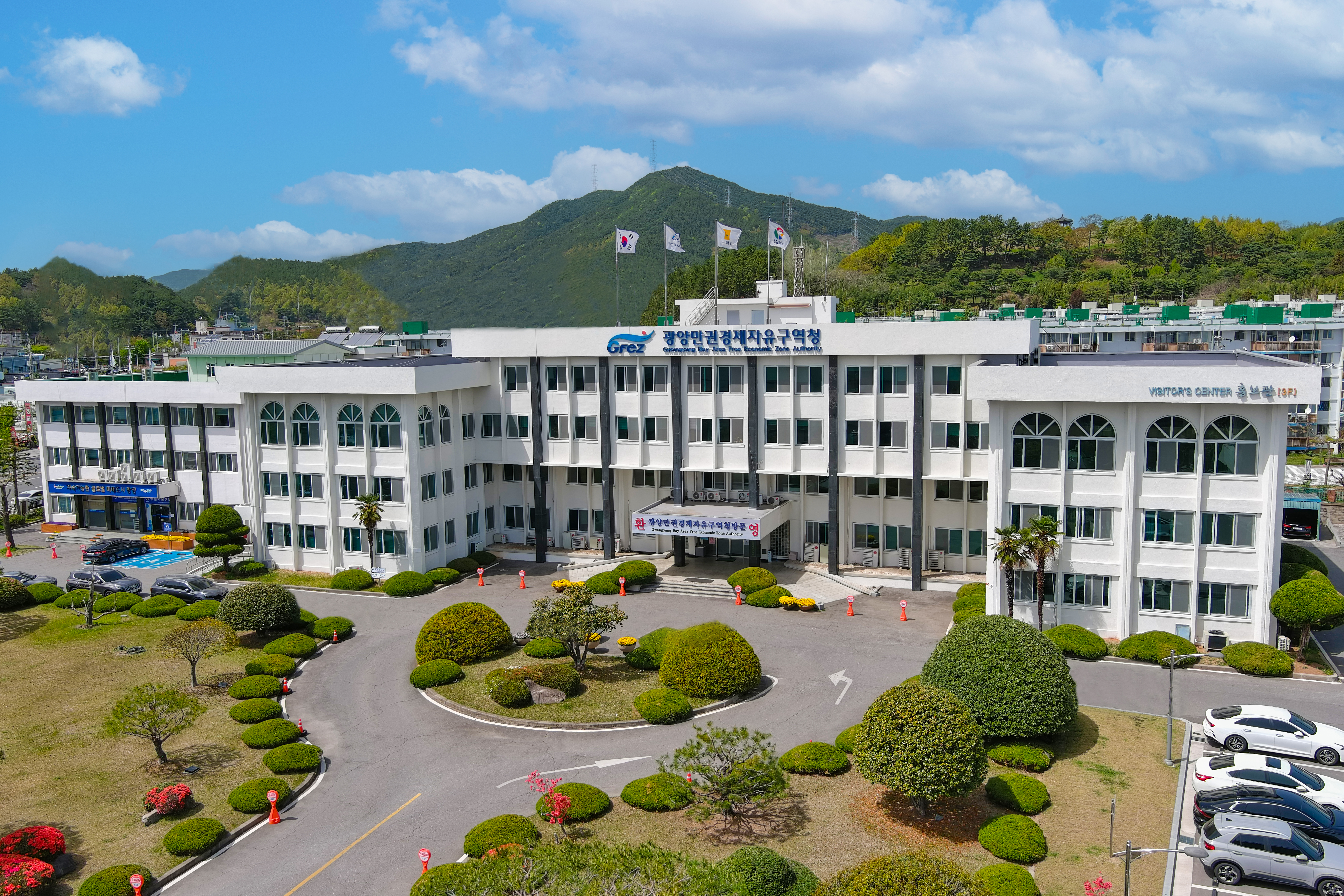

광양만권경제자유구역청은 전라남도 여수시, 순천시, 광양시와 경상남도 하동군을 아우르는 곳이다. 동북아 비즈니스 거점을 목표로 2003년 10월, 경제자유구역으로 지정되었으며 동북아 해운 물류의 중심부에 위치한 지리적 이점과 우수한 산업 인프라, 법령에 의한 각종 규제완화 및 지원 정책으로 기업 진화적 환경을 보유하고 있다.
57.03㎢ 면적에 17개 산업단지가 개발 중이다.(2023.6.기준) 율촌산단에 포스코퓨처엠 등 이차전지 소재 앵커기업들이 포진해 있어 이차전지 메카로 성장하고 있다. 

## 광양항컨테이너부두
- 위치 : 광양시 황금․황길․도이동(면적 6.17㎢)
- 규모 : 25선석(5만톤급 20, 2만톤급 5) - 885만TEU/년
- 사업기간 : 1987 ~ 2020
- 주요기능 : 컨테이너 화물 적양 및 보관

## 컨부두배후지(동측, 서측)
- 위치 : 광양시 황금․황길․도이동

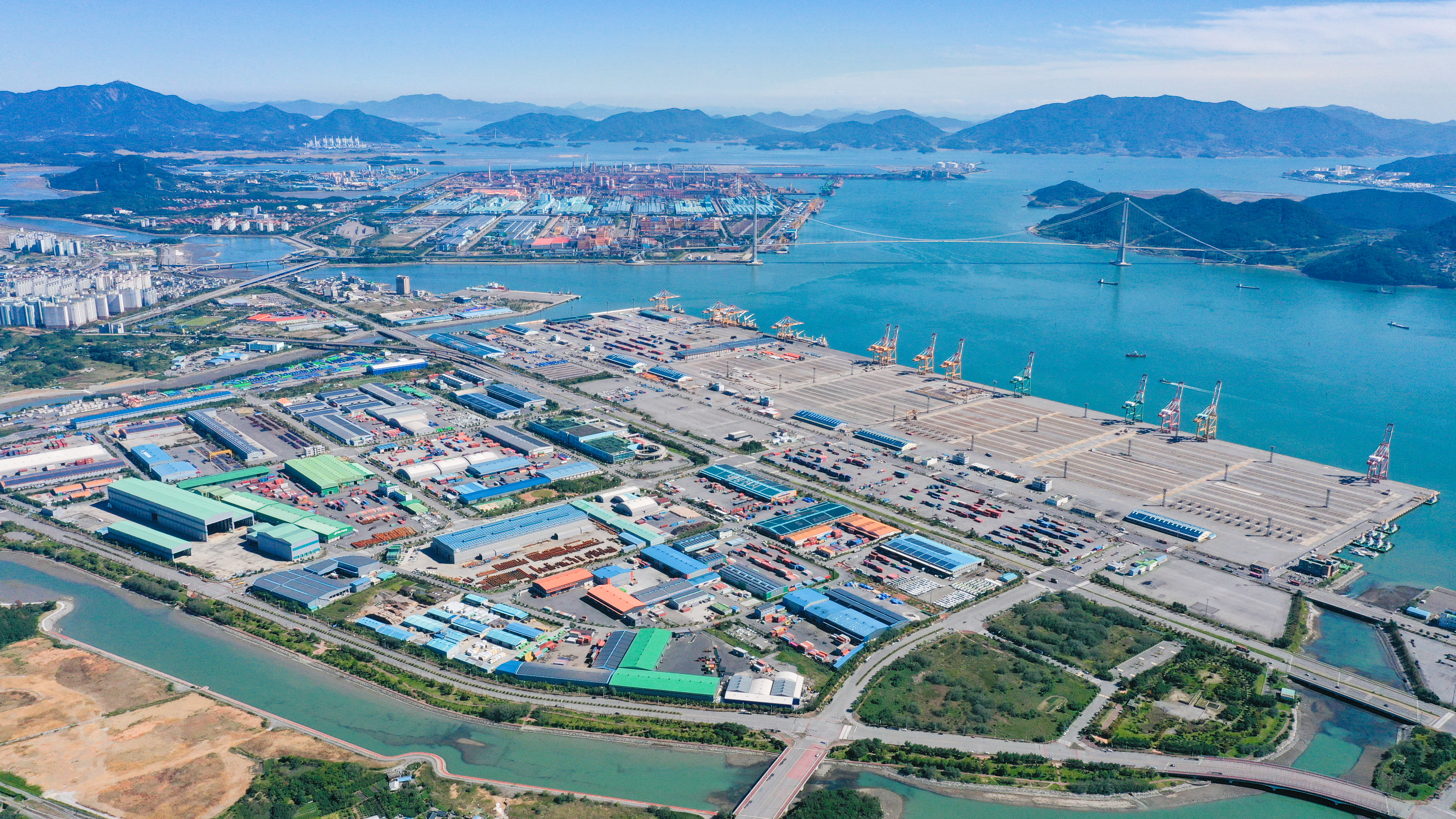

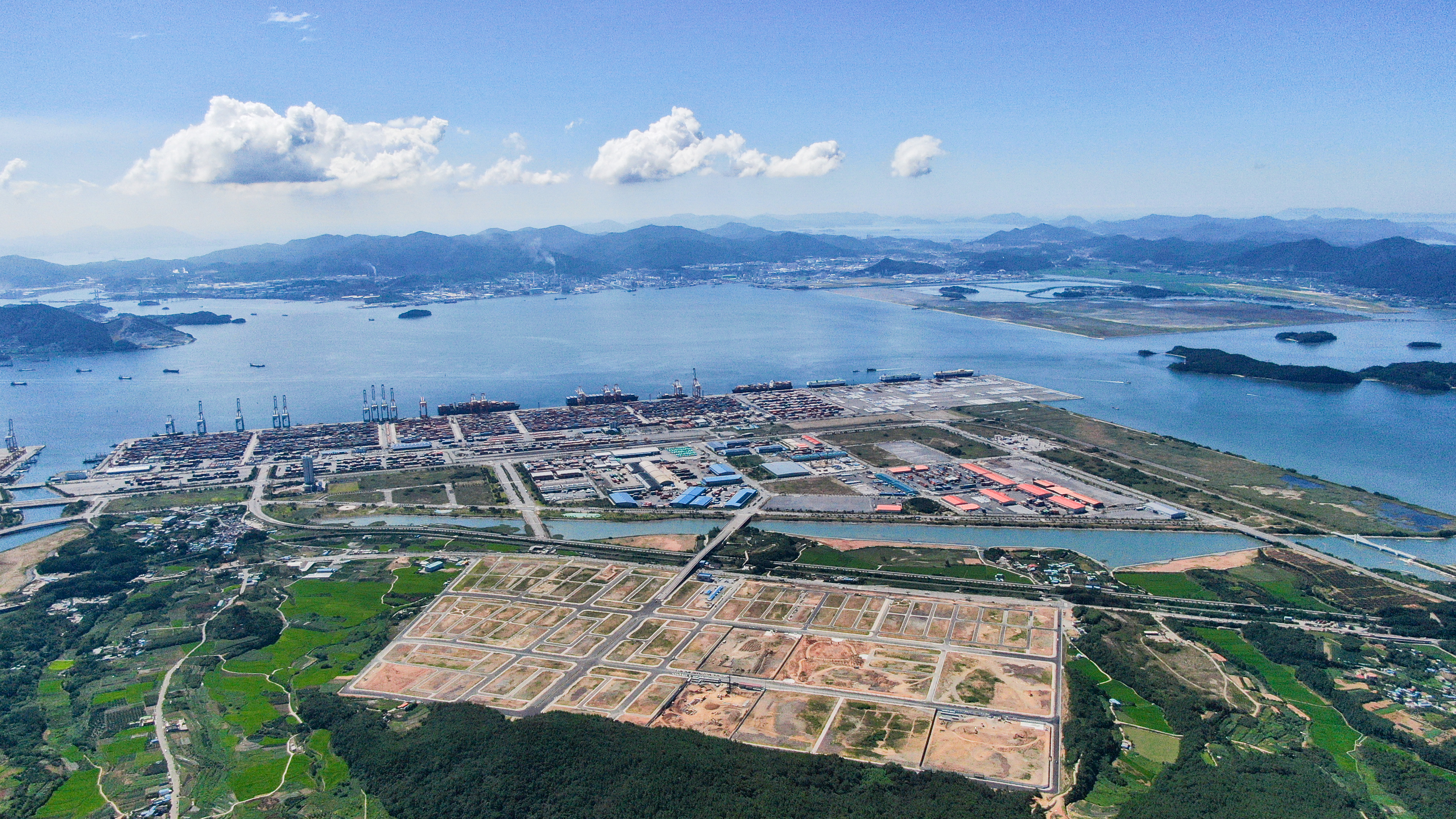

- 규모 : 2개 지구 448만㎡(서측 194만)
- 사업기간 : 2003 ~ 2012
- 주요기능 : 화물의 유통, 가공, 포장, 물류보관 등

## 포스코터미널CTS
- 위치 :  광양시 금호동 일원
- 규모 : 1.11㎢
- 사업기간 : 2003 ~ 2014

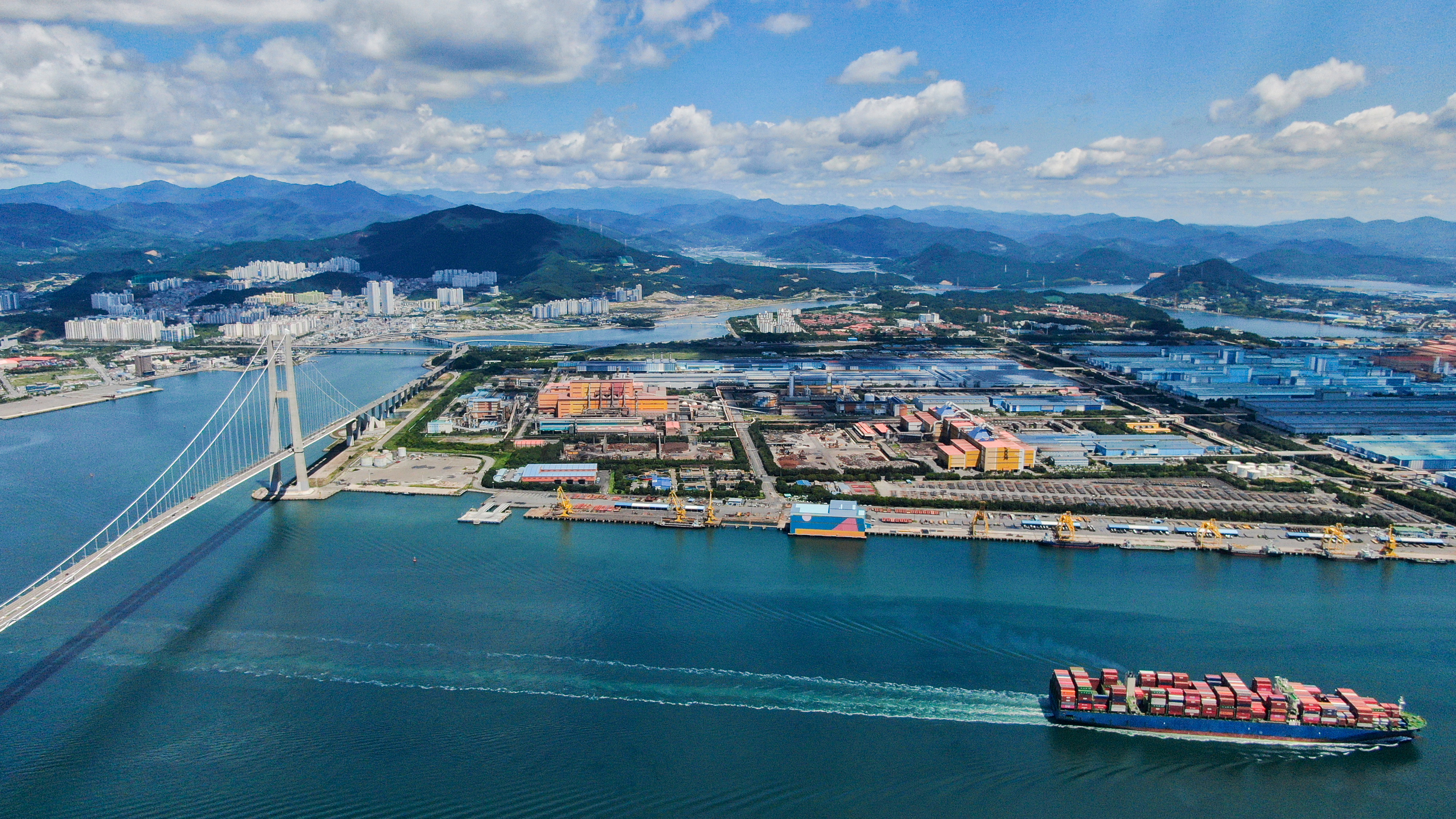

- 주요기능 : 광양제철 광물 야적장 및 물류기지, 페로니켈 생산

## 황금산업단지
- 위치 : 광양시 황금동 일원

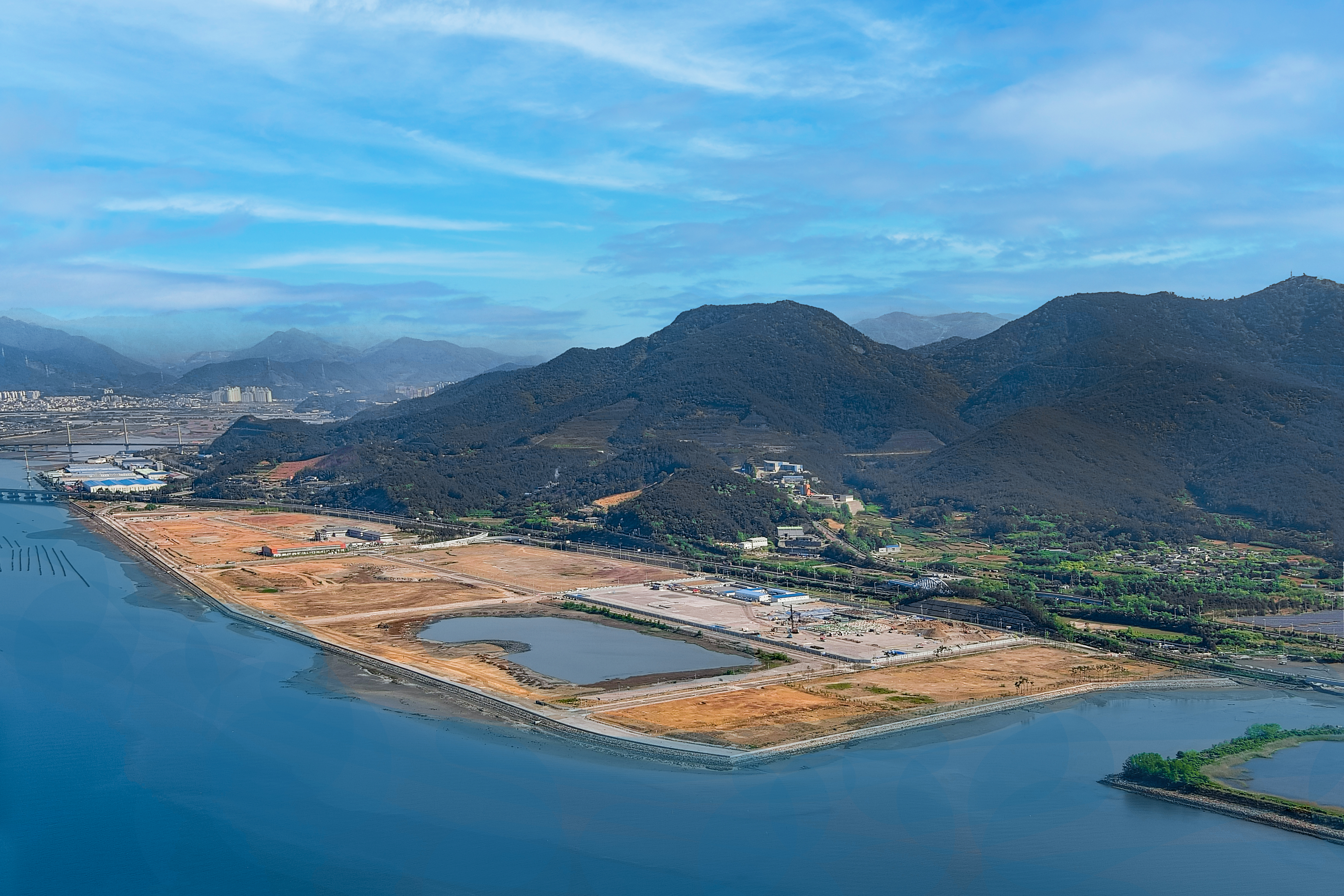

- 면적 : 1.12㎢(34만py) * 해면부 0.83, 육지부 0.29
- 사업비 : 2,587억 원
- 사업기간 : 2010 ~ 2025
- 유치업종 : 1차금속, 금속가공, 전기장비 제조업, 전기 공급업 등

## 율촌제1산업단지

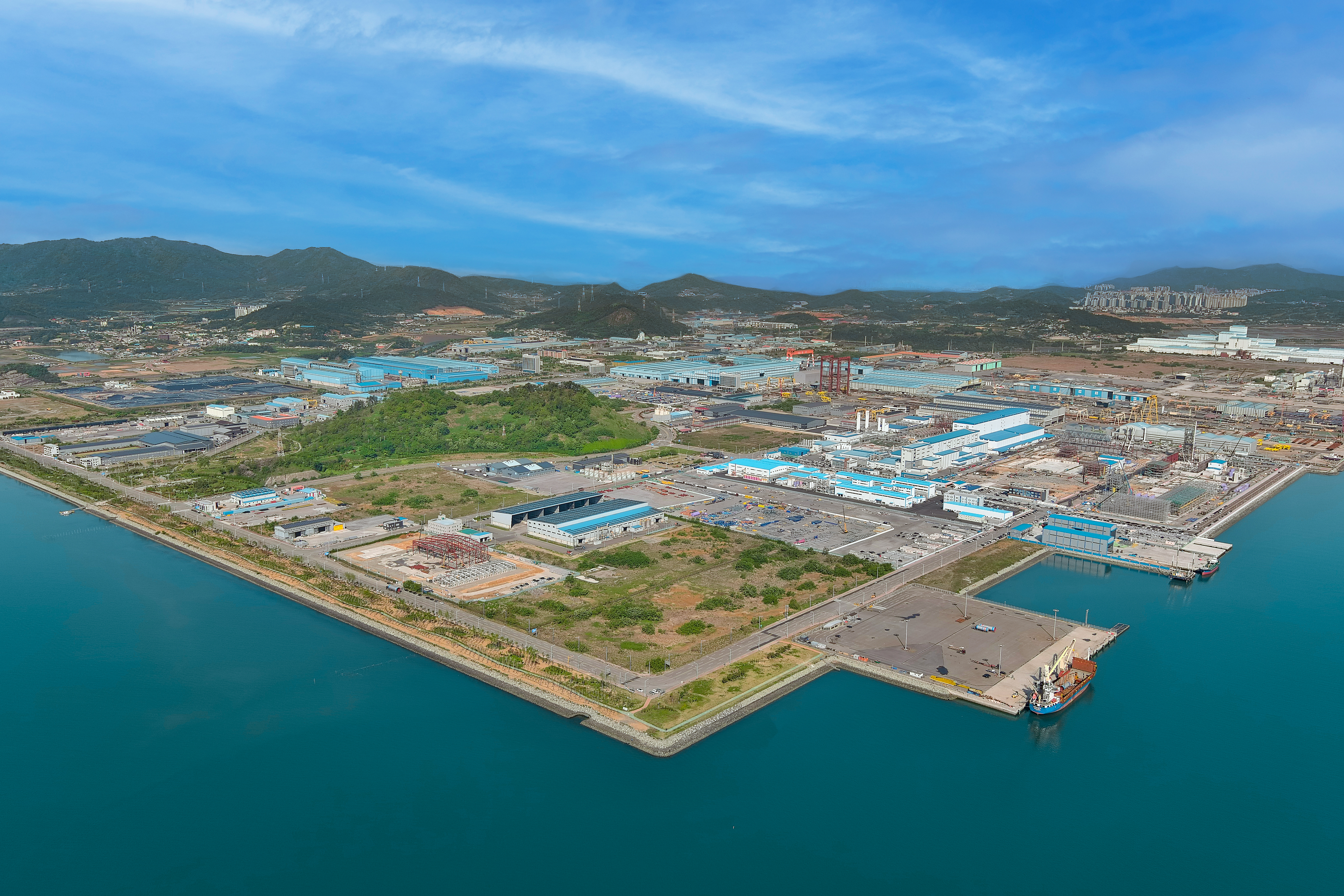

- 위치 : 여수 율촌면, 순천 해룡면, 광양 광양읍 해면 일원
- 면적 : 9.11㎢, 276만py(분양면적 6.24, 공공시설 등 2.87)
- 사업비 : 1조 2,596억 원
- 사업기간 : 1994 ~ 2023
- 유치업종 : 1차금속, 조립금속, 기계장비, 제조업 등

## 율촌제2산업단지

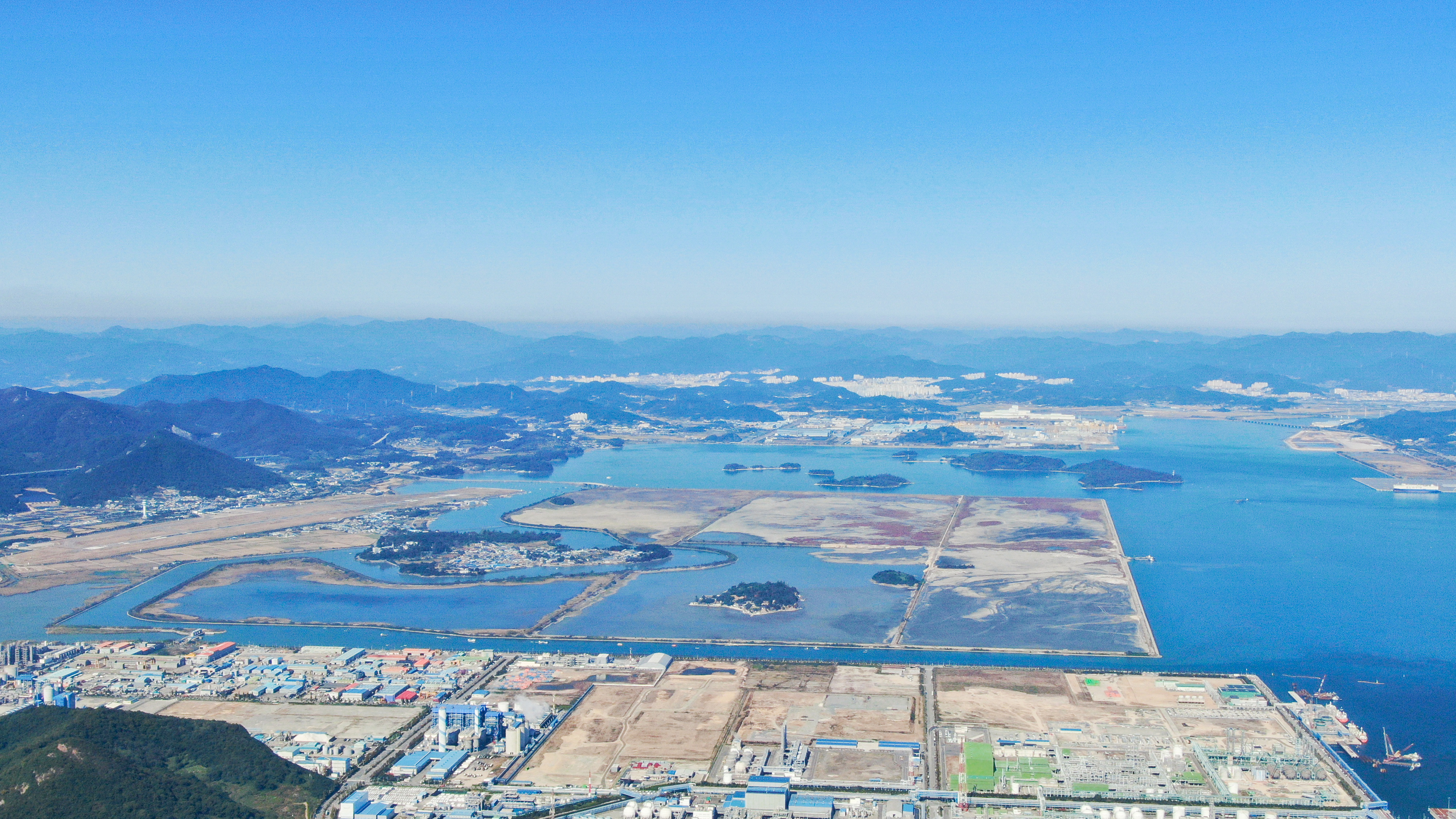

- 위치 : 여수시 율촌면·소라면·중흥동 해면 일원
- 면적 : 3.79㎢(115만py) - 1단계(2.1), 2단계(1.69)
- 사업비 : 9,269억원
- 사업기간 : 2010 ~ 2030
- 유치업종 : 기계(운송장비), 전기전자, 비금속, 철강연관산업 등

## 율촌항만부지

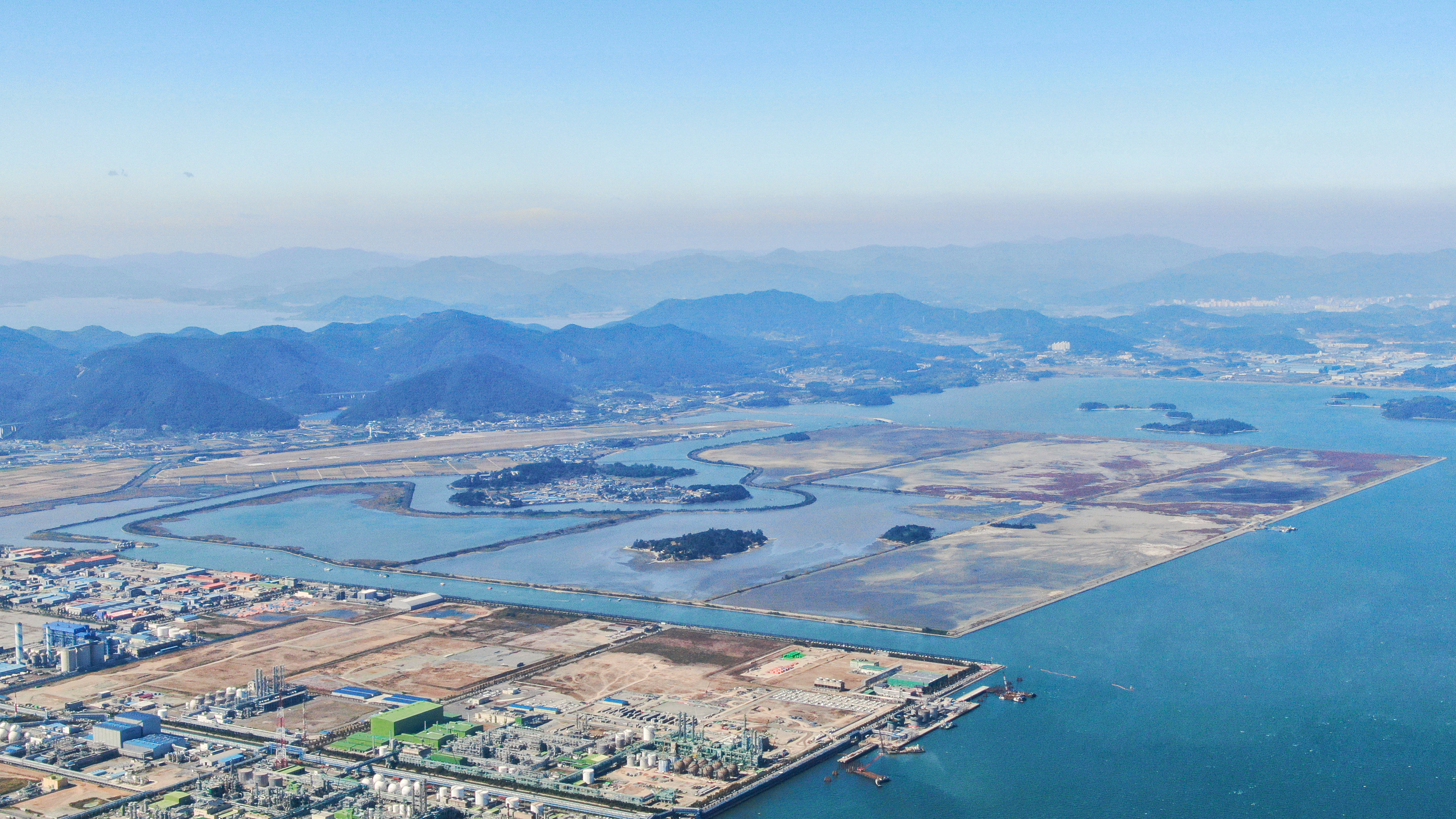

- 위치 : 여수시 율촌면, 소라면, 중흥동 해면 일원
- 규모 : 513만㎡(156만py)→ 1단계 326만㎡(99만py)
- 사업기간 : 2010 ~ 2030
- 주요기능 : 산업·물류기능(상업·업무, 교육․연구기능, 공원, 녹지 등 친수공간)

## 신대배후단지
- 위치 : 순천시 해룡면 신대리 일원
- 면적 : 2.86㎢(86만평)

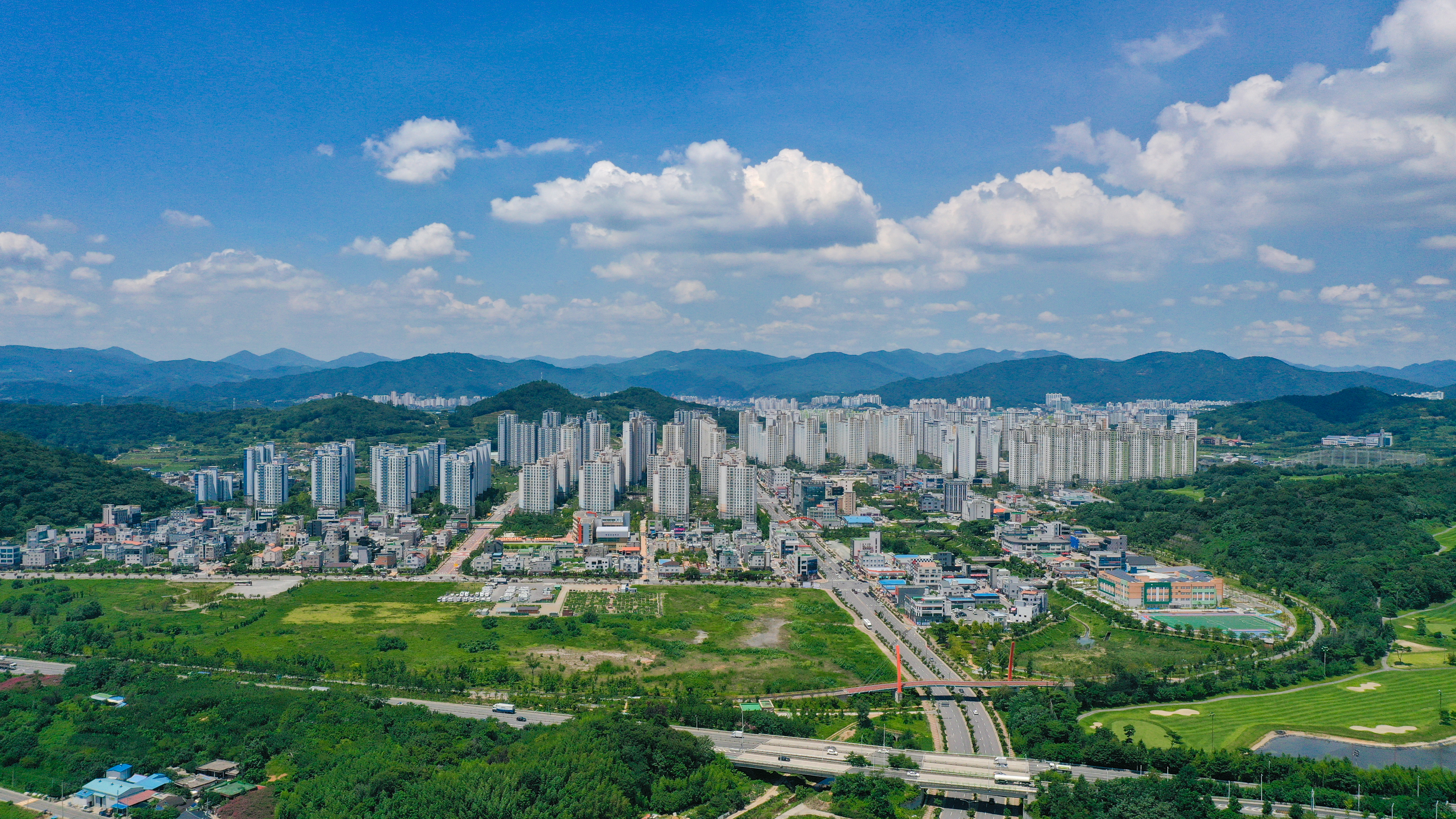

- 사업비 : 5,600억원(민자 100%)
- 사업기간 : 2003 ~ 2022

## 해룡산업단지

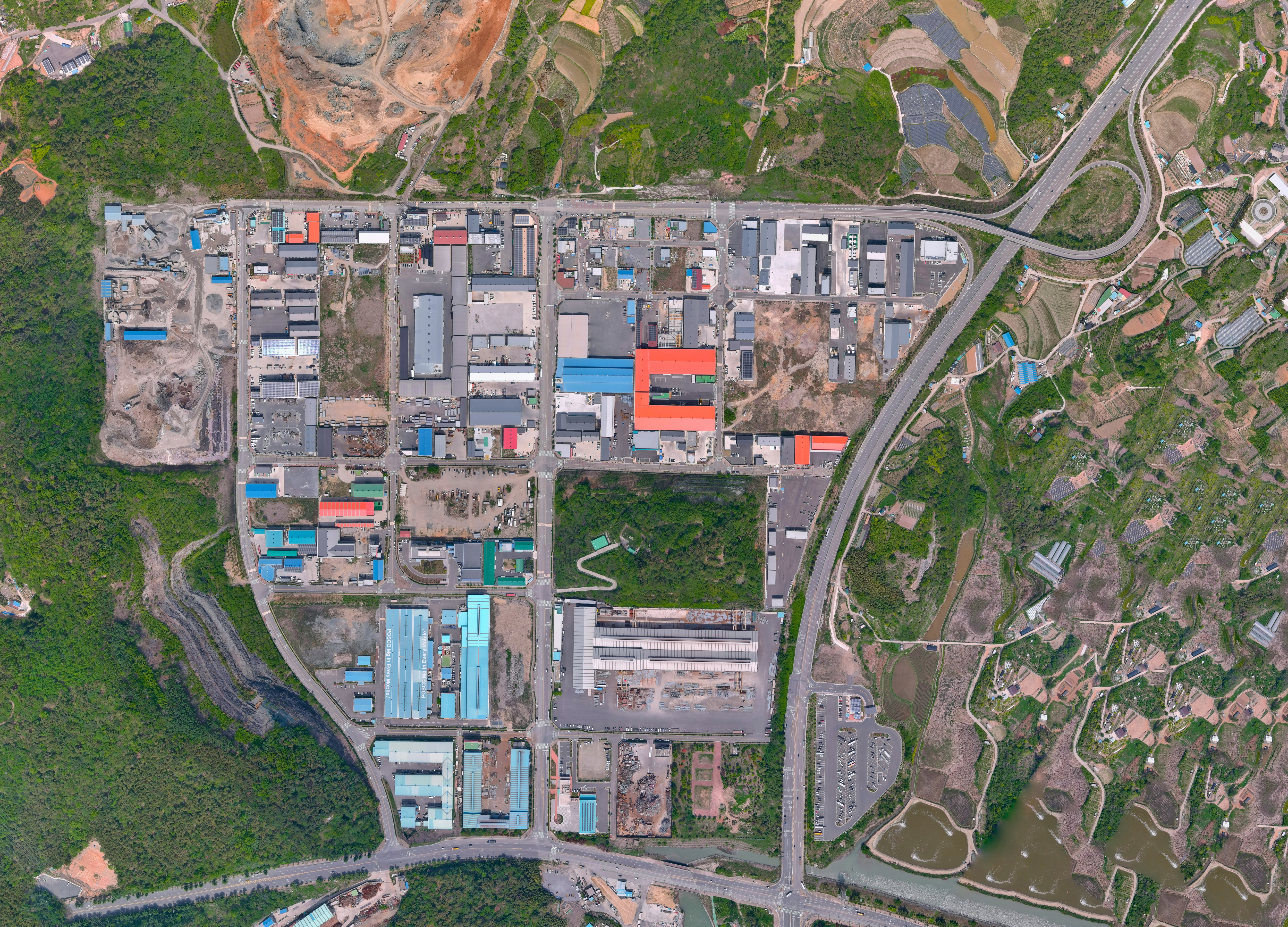

- 위치 : 순천시 해룡면 호두‧신성‧선월리 일원
- 면적 : 1.59㎢(48만py) - (임대용지 0.33㎢, 분양용지 1.26㎢)
- 사업비 : 3,315억원(임대용지 453, 분양용지 2,862)
- 사업기간 : 2003 ~ 2023
- 유치업종 : 1차금속, 금속가공, 전자부품 등

## 세풍산업단지
- 위치 : 광양시 광양읍 세풍리 일원
- 규모 : 2.42㎢(73만평)
- 사업비 : 6,005억원
- 사업기간 : 2010 ~ 2030

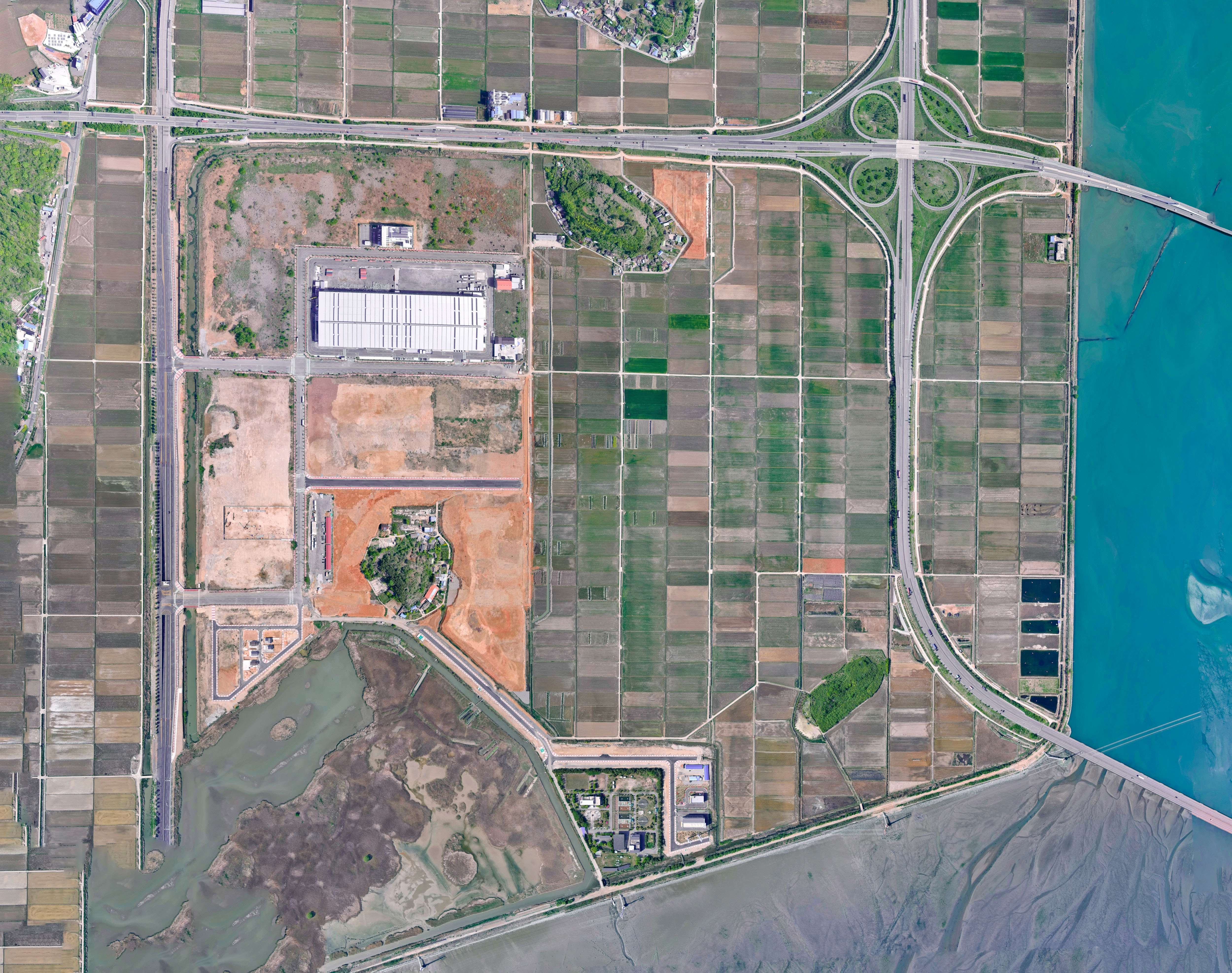

- 유치업종 : 기능성 화학·바이오패키징 소재, 광양제철 연관산업 등

## 선월하이파크단지
- 위치 : 순천시 해룡면 선월리 일원

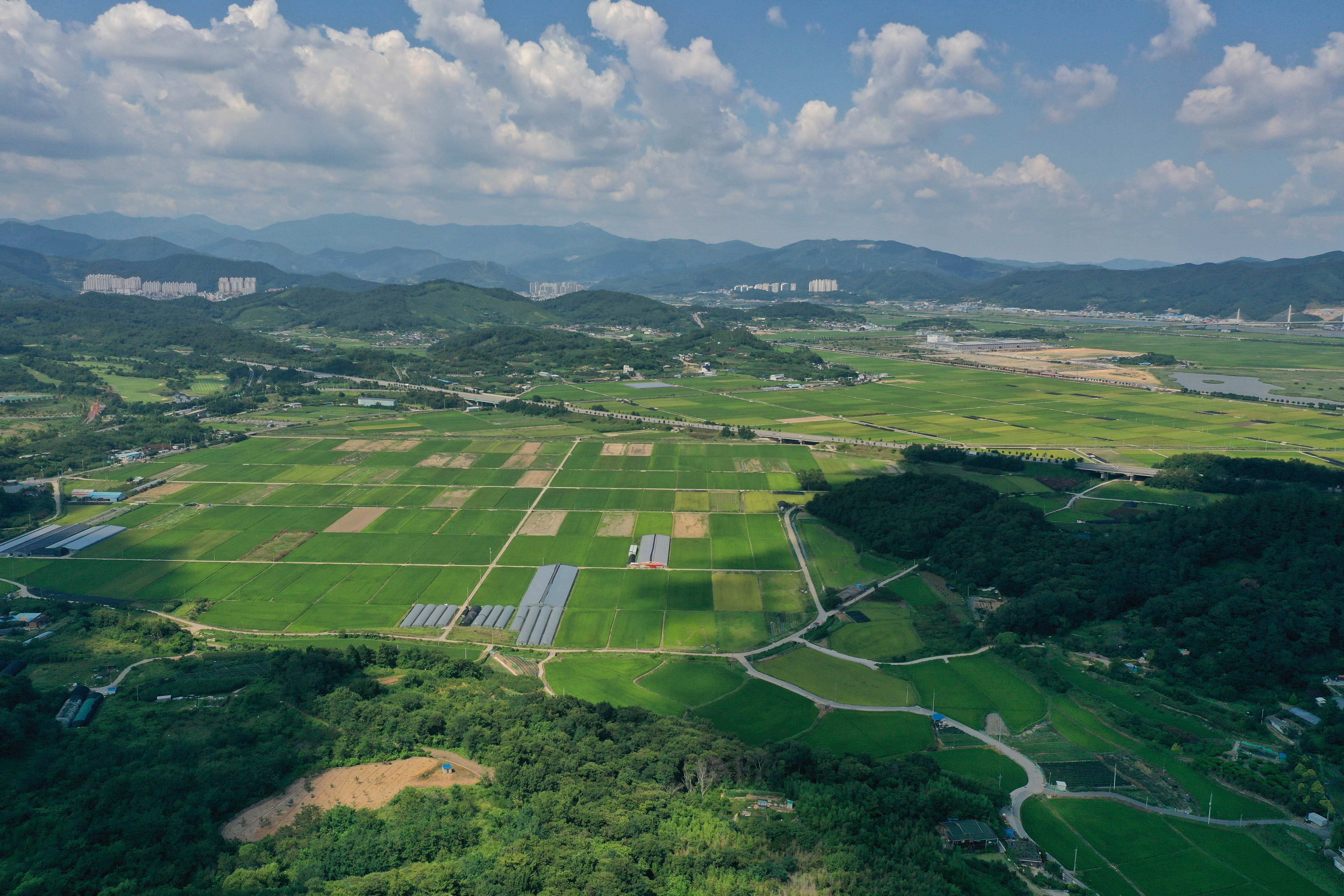

- 규모 : 0.96㎢(29만평) / 3,665억원(민자 100%)
- 사업기간 : 2012 ~ 2025
- 주요기능 : 주거, 복합상업/계획인구 14,567명(5,395세대)

## 화양복합관광단지
- 위치 : 여수시 화양면 장수리 일원
- 규모 : 6.43㎢(194만평)

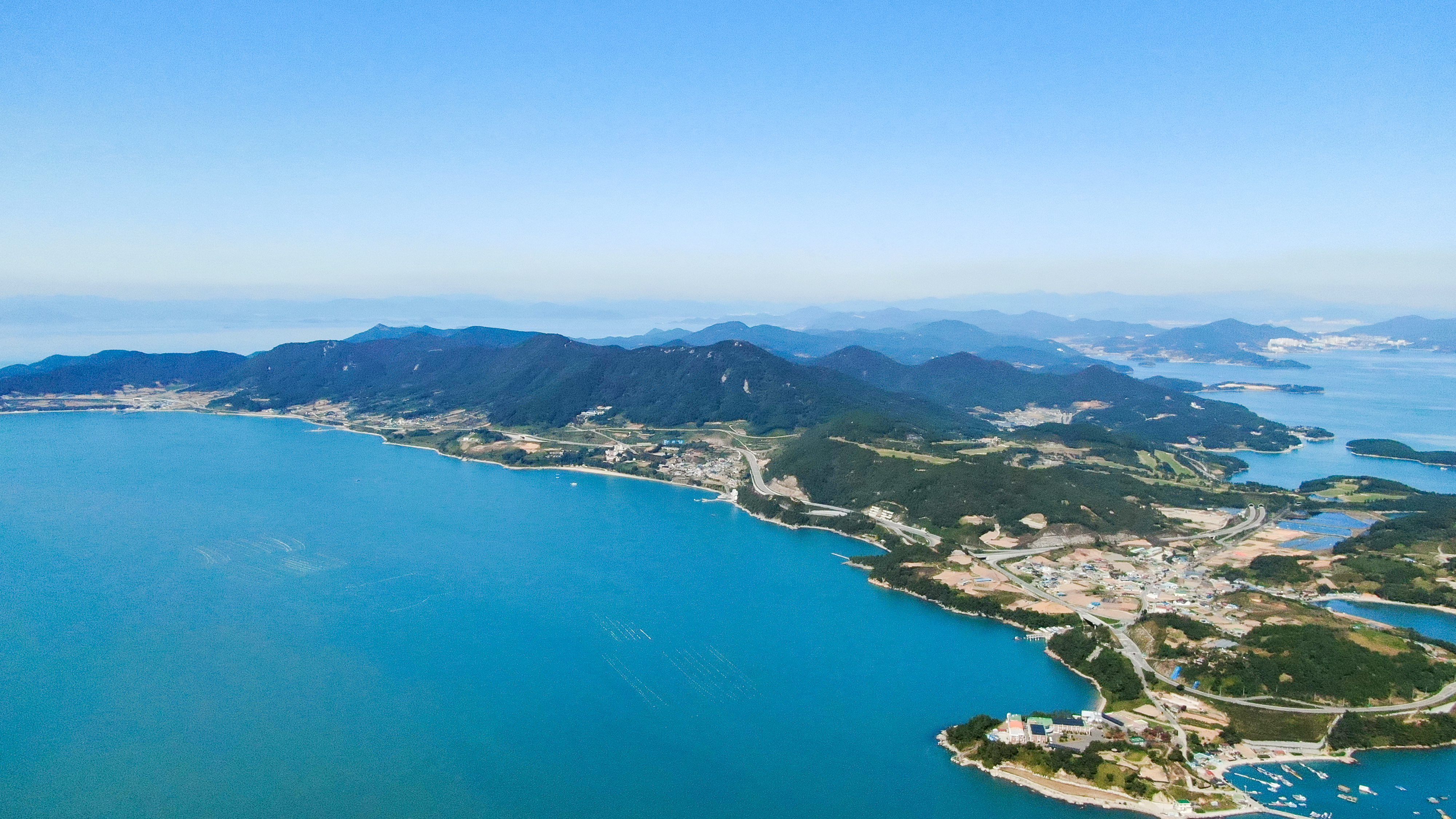

- 사업비 : 1조 524억원(국 537, 지 852, 민 9,135)
- 사업기간 : 2003 ~ 2024

## 경도해양관광단지
- 위치 : 여수시 경호동 대경도 일원
- 규모 : 2.15㎢(65만py)

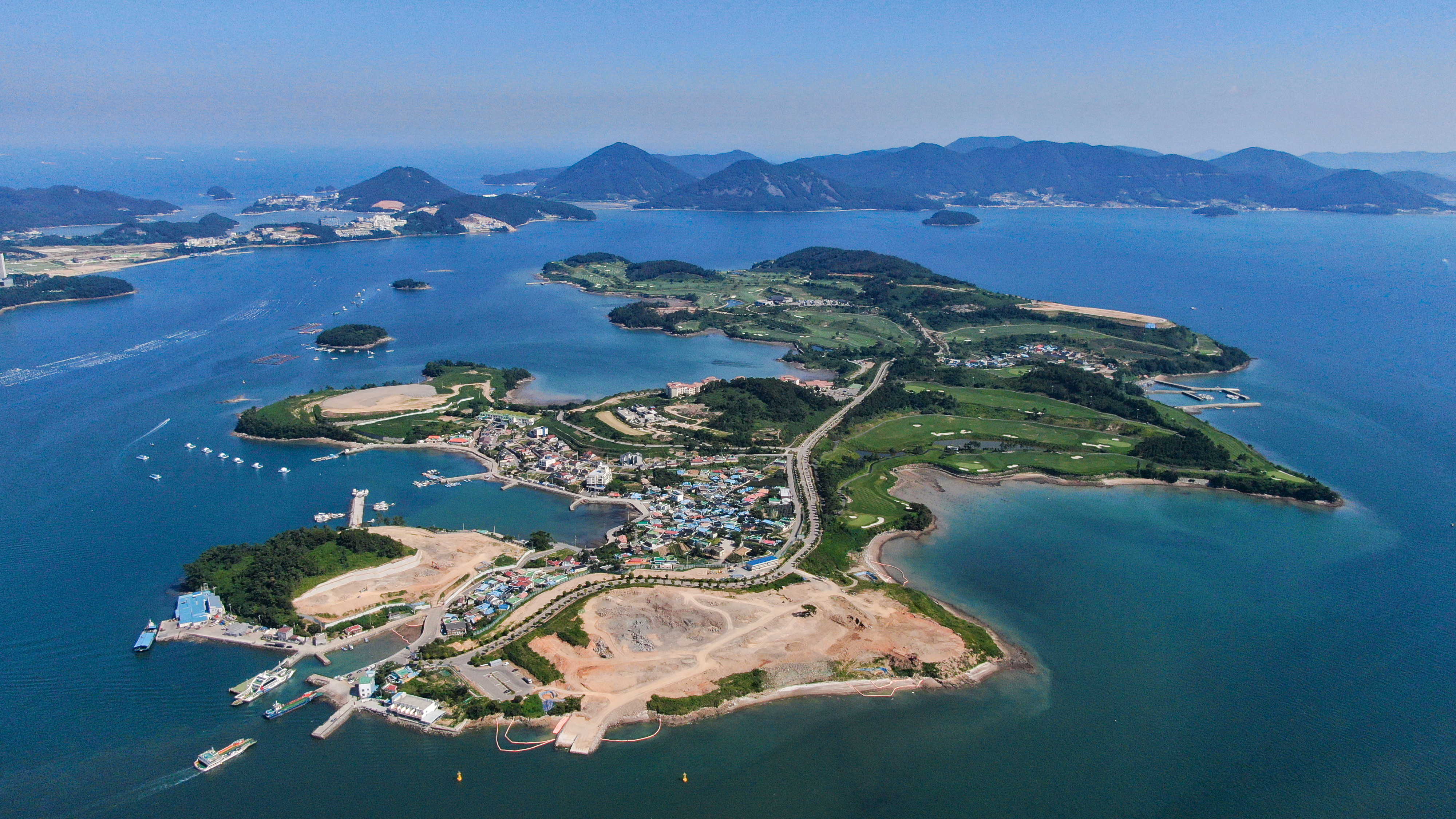

- 사업비 : 1조 5,000억원 (100% 민간투자)
- 사업기간 : 2017 ~ 2029
- 투자계획 : 호텔, 콘도 등 숙박시설, 워터파크, 상업시설 등

## 갈사만조선산업단지

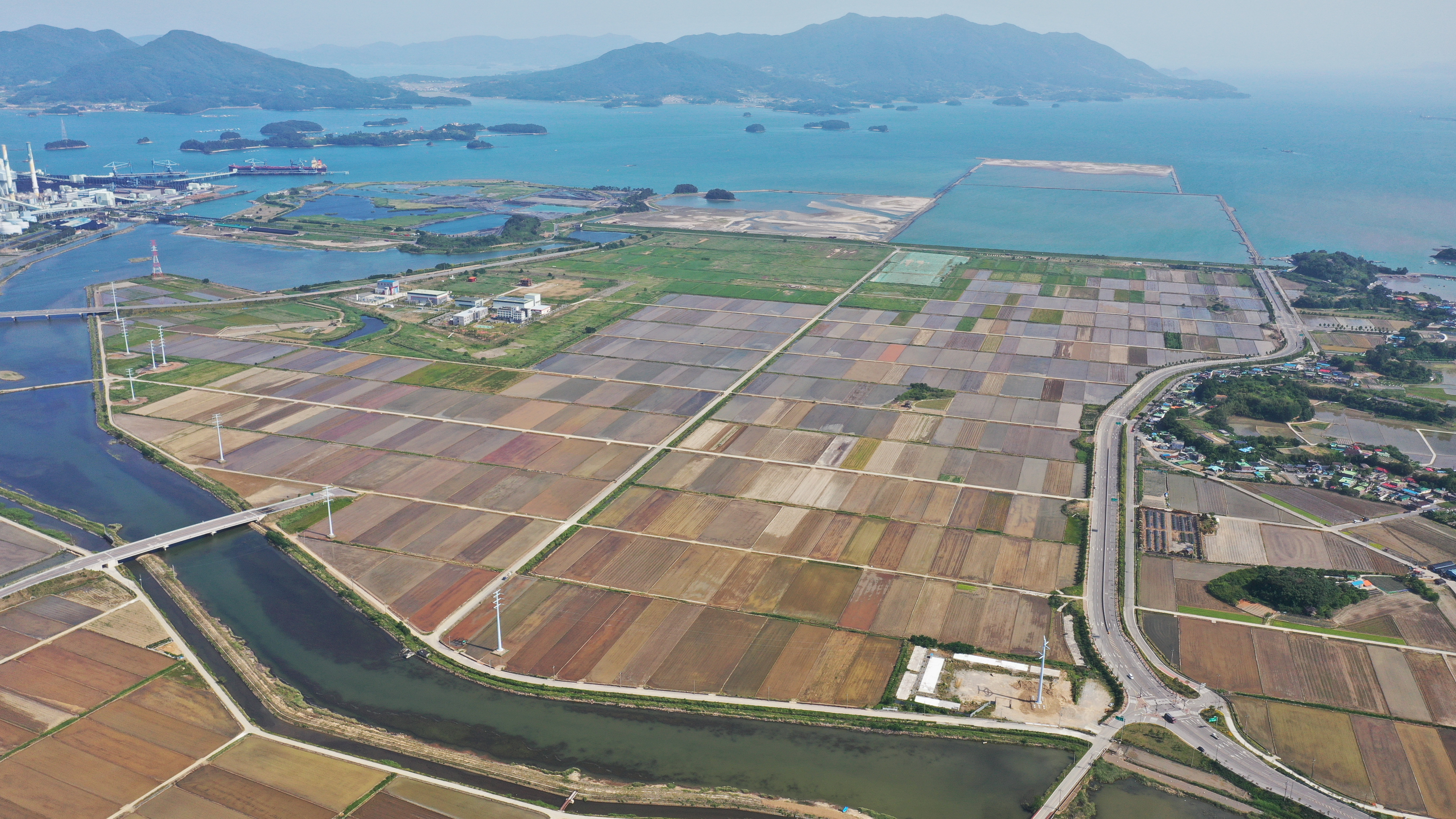

- 위치 : 하동군 금성면 갈사리‧가덕리 일원
- 규모 : 5.61㎢(170만평, 해면부96 육지부 74)
- 사업비 : 1조 5,970억원(국‧도비 498, 민자 15,472)
- 사업기간 : 2008 ~ 2023
- 유치업종 : 조선소, 조선기자재, 해양플랜트, 연구시설 등

## 대송산업단지

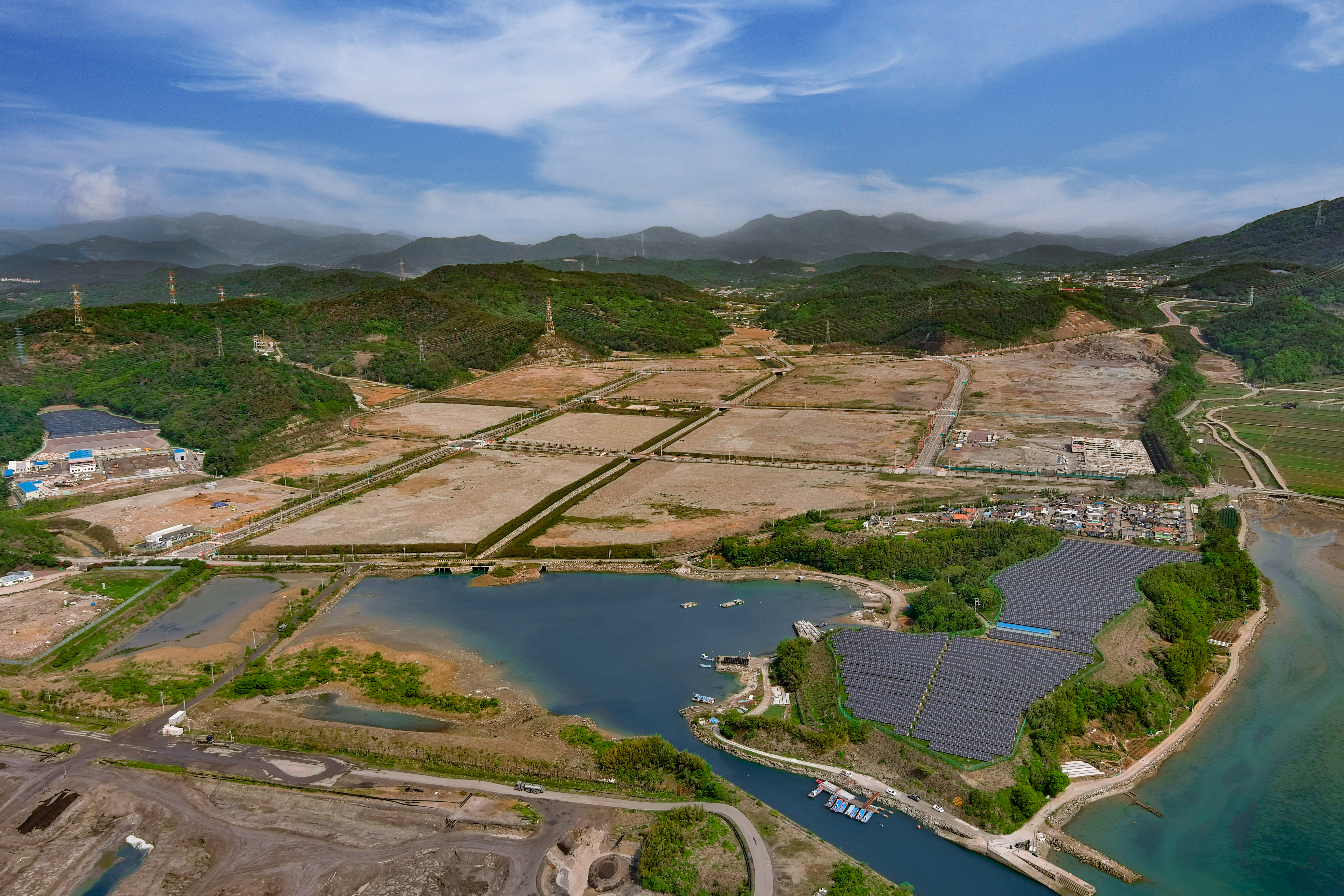

- 위치 : 하동군 금남면 대송․진정리 일원
- 규모 : 1.37㎢(41만평)
- 사업비 : 2,767억원(국‧도비 487, 군비 2,280)
- 사업기간 : 2009 ~ 2024
- 유치업종 : 금속가공제품제조업, 기타운송장비제조업, 전기가스증기 및 공기조절업(기타발전업, 태양력발전업, 송전 및 배전업) 1차금속제조업, 비금속광물제조업, 식료품제조업, 창고 및 운송관련 서비스업

## 두우레저단지

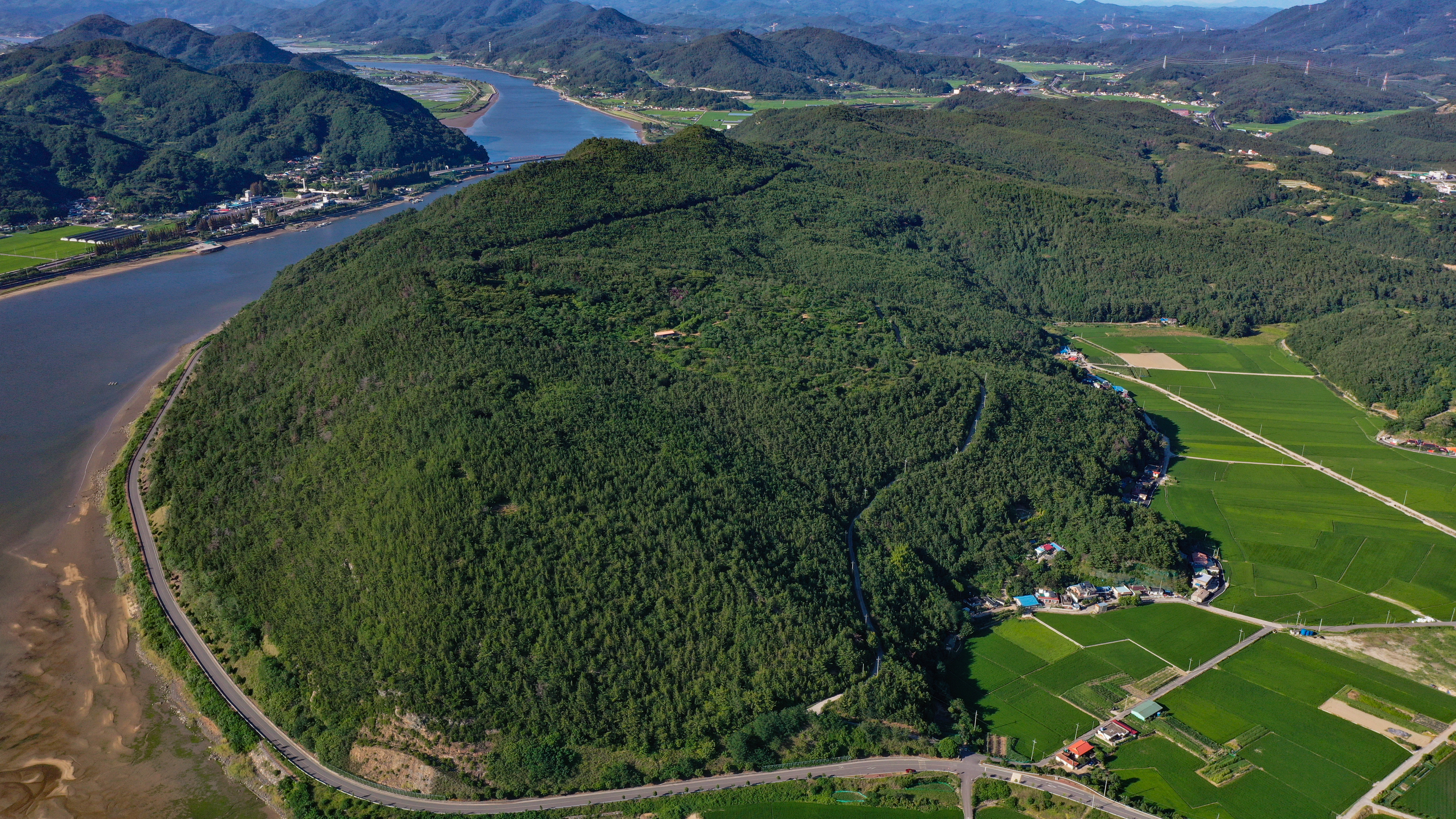

- 위치 : 하동군 금성면 궁항․고포리 일원
- 규모 : 2.72㎢(82만평)
- 사업비 : 3,139억원(민자 3,139)
- 사업기간 : 2012 ~ 2024
- 유치업종 : 관광·레저시설(골프장 27홀, 레저테마파크 등) 및 주거시설 등